# آندره نانلی
آندره نانلی (انگلیسی: Andre Nunley؛ زادهٔ ۲۲ مهٔ ۱۹۷۴) بازیکن فوتبال اهل ایالات متحده آمریکا است.
از باشگاه‌هایی که در آن بازی کرده‌است می‌توان به باشگاه فوتبال کلرادو رپیدز اشاره کرد.